# Волков, Василий Дмитриевич
Василий Дмитриевич Волков (1919, деревня Лушниха, ныне Торопецкий район, Тверская область — 20 февраля 1964, Воркута) — сержант Красной армии, участник Великой Отечественной войны и полный кавалер ордена Славы. После войны работал на шахте, где и погиб в 1964 году.

## Биография
Родился в 1919 году в деревне Лушниха (ныне Торопецкий район, Тверская область) в крестьянской семье. По национальности — русский. Получил начальное образование. Работал заведующим избой-читальней.
В Красной армии с 1939 года. В боях Великой Отечественной войны начал принимать участие с июля 1941 года. По состоянию на начало 1945 года служил командиром стрелкового отделения в составе 289-го гвардейского стрелкового полка 97-й гвардейской стрелковой дивизии.
26 января 1945 года в ходе форсирования Одера близ населённого пункта Рунцен (ныне часть города Олава, Польша) сержант Василий Волков вместе со своим отделением был в числе первых переправившихся на левый берег Одера, сумел закрепиться и удержать рубеж до прихода подмоги. В ходе боя Василий Волков уничтожил более 20 немецких солдат. 13 февраля 1945 года был награждён орденом Славы 3-й степени.
26 февраля того же года в ходе боёв за высоту ворвался на занятые противником позиции и автоматным огнём уничтожил 5 немецких солдат. На следующий день в ходе боёв близ населённого пункта Вильмансдорф (ныне Нижнесилезское воеводство, Польша) отделение под командованием Василия Волкова скрытно проникло в расположение противника и нанесло существенный урон. Лично Василием Волковым была уничтожена огневая точка и девять немецких солдат. 17 мая 1945 года был награждён орденом Славы 2-й степени.
С 16 по 24 апреля того же года в ходе боёв близ населённого пункта Хальбендорфе вместе со своим отделением занял три дома. В ходе боёв за село Шляйфе уничтожил пулемётную точку противника и более десяти немецких солдат. 15 мая 1946 года был награждён орденом Славы 1-й степени, став полным кавалером ордена Славы.
Демобилизовался в 1945 году. После демобилизации жил в родном селе. Работал в колхозе. В 1951 году переехал в Воркуту, где работал проходчиком на шахте № 1 «Капитальная». 20 февраля 1964 года трагически погиб в результате аварии на шахте. Место захоронения неизвестно.

## Память
Имя Василия Волкова было увековечено на мемориале погибшим горнякам «Воркутауголь» в аварии 1964 года в городе Воркута.

## Награды
Василий Дмитриевич Волков имел следующие награды:
- Орден Отечественной войны 1-й степени[1] или 2-й степени (23 мая 1945)[2][комм 2];
- Полный кавалер ордена Славы:
  - Орден Славы 1-й степени (15 мая 1946 —№ 1764);
  - Орден Славы 2-й степени (17 мая 1945 —№ 21240)[2];
  - Орден Славы 3-й степени (13 февраля 1945 —№ 29711)[3];
- также ряд медалей.

## Комментарии
1. ↑  Ныне не существует
2. ↑  Скорее всего, данные о награждении 1-й степенью, которые опубликованы на сайте «Герои страны», являются ошибочными, так как в ОБД «Подвиг народа в Великой Отечественной войне 1941—1945 гг.» опубликован наградной лист на 2-ю степень.